# Mao Ce-tung szobra (Csengtu)
A csengtui Mao Ce-tung-szobor a Tianfu téren áll.
Mao Ce-tung kínai kommunista pártfőtitkár első köztéri szobrát még életében, 1967-ben emelték. Ezután számos településen állítottak emléket neki, köztük Csengtuban. 
A terület előkészítése 1967-ben kezdődött meg a városközpontban található Tianfu téren. Azon a helyen, ahol most a szobor van, egy ősi, a Su-királyság idejéből származó palota állt. 1967-ben a Vörös Gárda lerombolta az épületet, az azt körülvevő árkot betemette, hogy légoltalmi bunker kerüljön a helyére.
A szobrot 1968-ban emelték. A 12,2 méter magas márványszobor egy hétméteres talapzaton áll; Mao Ce-tungot üdvözlésre emelt jobb kézzel örökítette meg alkotó. Az emlékmű mögött a Szecsuáni Tudományos és Technológiai Múzeum épülete magasodik. Az emlékmű tér felőli oldala virágokkal van beültetve.